# Мунду-Нову (Мату-Гросу-ду-Сул)
Мунду-Нову (порт. Mundo Novo) — муниципалитет в Бразилии, входит в штат Мату-Гросу-ду-Сул. Составная часть мезорегиона Юго-запад штата Мату-Гроссу-ду-Сул. Входит в экономико-статистический микрорегион Игуатеми. Население составляет 14 020 человек на 2006 год. Занимает площадь 479,327 км². Плотность населения — 29,2 чел./км².

## История
Город основан 13 мая 1973 года. 

## Статистика
- Валовой внутренний продукт на 2003 год составляет 85 821 984,00 реалов (данные: Бразильский институт географии и статистики).
- Валовой внутренний продукт на душу населения на 2003 год составляет 5808,20 реалов (данные: Бразильский институт географии и статистики).
- Индекс развития человеческого потенциала на 2000 год составляет 0,761 (данные: Программа развития ООН).

## География
Климат местности: субтропический.